# Kuni Kuniyoshi
O Príncipe Kuni Kuniyoshi do Japão (久邇宮邦彦王 Kuni-no-miya Kuniyoshi ō) (23 de junho de 1873 — 27 de janeiro de 1929) foi um membro da família imperial japonesa e um marechal de campo do Exército Imperial Japonês durante os períodos Meiji e Taisho. Ele foi o pai da Imperatriz Kōjun, a consorte do Imperador Showa, sendo, portanto, o avô materno do ex Imperador do Japão, Akihito.

## Nascimento
O Príncipe Kuni Kuniyoshi nasceu em Kyoto, como o terceiro filho do Príncipe Kuni Asahiko e da dama de corte Isume Makiko. Seu pai era um filho do Príncipe Fushimi Kuniye, o chefe de um dos ramos Ōke (casas principescas) da dinastia imperial designada de fornecer um sucessor ao Trono do Crisântemo.
Em 1872, o Imperador Meiji concedeu ao seu pai, o Príncipe Asahiko, o título "Kuni-no-miya", autorizando-o a estabelecer um novo ramo da família imperial.
O Príncipe Kuni Kuniyoshi sucedeu ao título com a morte de seu pai, em 29 de outubro de 1891. Seus meio-irmãos, o Príncipe Asaka Yasuhiko, o Príncipe Higashikuni Naruhiko, o Príncipe Nashimoto Morimasa e o Príncipe Kaya Kuninori, todos formaram novos ramos da família imperial durante o período Meiji.

## Carreira militar
O Príncipe Kuni Kuniyoshi graduou-se na 7° classe da Academia do Exército Imperial Japonês em 1897. Durante a Guerra Russo-Japonesa, ele serviu como major na infantaria comandada pelo general Kuroki Tamemoto. Por seus serviços prestados na guerra, ele foi premiado com a Ordem do Papagaio Dourado (4° classe). Kuni Kuniyoshi então graduou-se pela Rikugun Daigakkō, entrando para o 3° regimento da Guarda Imperial.
De 1907 até 1910, ele estudou táticas militares na Alemanha. Após regressar ao Japão, foi elevado a major-general e ganhou o comando do 38° regimento de infantaria. Mais tarde, o Príncipe Kuni comandou a Guarda Imperial, sendo elevado a tenente-general em 1918 e a comandante da 15° divisão do exército imperial japonês.
Ele tornou-se um general completo e um membro do Conselho Supremo de Guerra em 1923. Foi um defensor da aviação militar, e um de seus protegidos foi Isoroku Yamamoto, o futuro almirante e comandante-chefe da Marinha Imperial Japonesa. Em 27 de janeiro de 1929 (no dia da sua morte), o Imperador Showa promoveu-o a marechal de campo, concedendo-lhe a Suprema Ordem do Crisântemo.

## Casamento e família

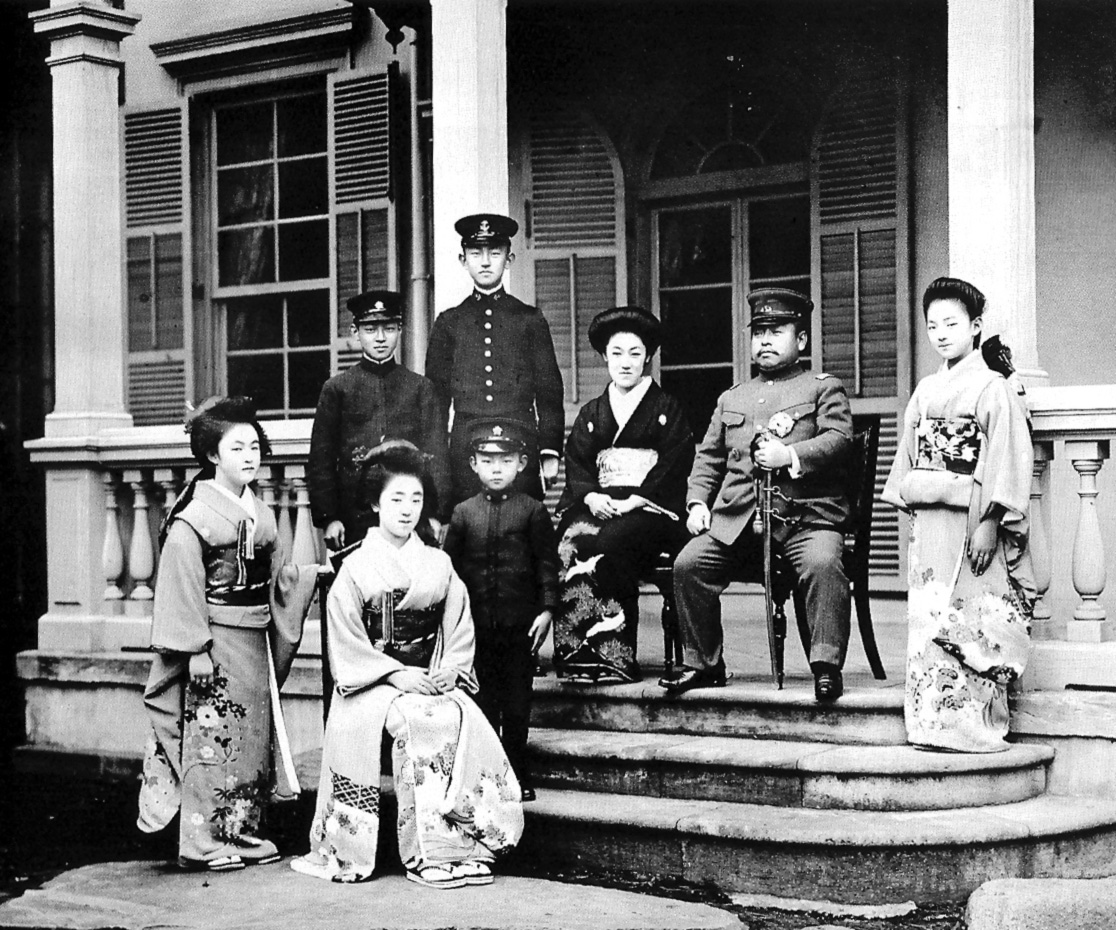
1920

Em 13 de dezembro de 1889, o Príncipe Kuni Kuniyoshi desposou Shimazu Chikako (18 de outubro de 1879 — 10 de setembro de 1956), a sétima filha do Príncipe Shimazu Tadayoshi, o último daimyo de Satsuma. Esse casamento representou a aliança entre a família imperial japonesa e o clã Satsuma. O Príncipe e a Princesa Kuni tiveram seis filhos, todos estilizados com o prefixo Sua Alteza Imperial:
1. Príncipe Kuni Asaakira (2 de fevereiro de 1901 — 3 de dezembro de 1959)
2. Marquês Kuni Kunihisa (20 de março de 1902 — 5 de março de 1935)
3. Princesa Kuni Nagako (6 de março de 1903 — 16 de junho de 2000)
4. Princesa Kuni Nobuko (n. 30 de março de 1904  — 8 de novembro 1945)
5. Princesa Kuni Satoko (n. 1º de setembro de 1906 — 15 de novembro de 1989)
6. Conde Higashifushimi Kunihide (n. 10 de maio de 1910 - 1 de janeiro de 2014)

## Galeria
A galeria abaixo contém imagens de membros da família do Príncipe Kuni Kuniyoshi.

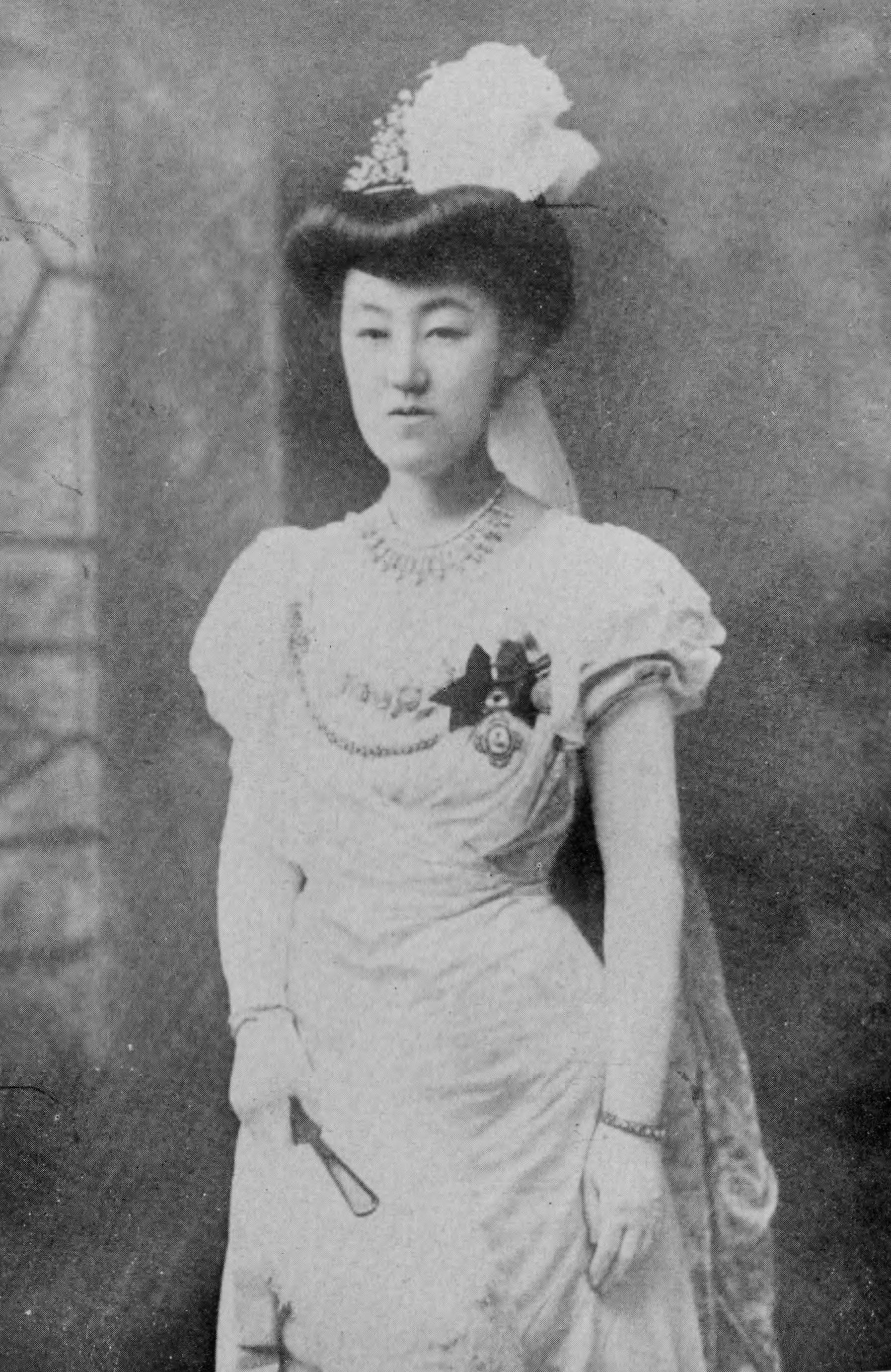
Princesa Kuni Chikako (consorte)
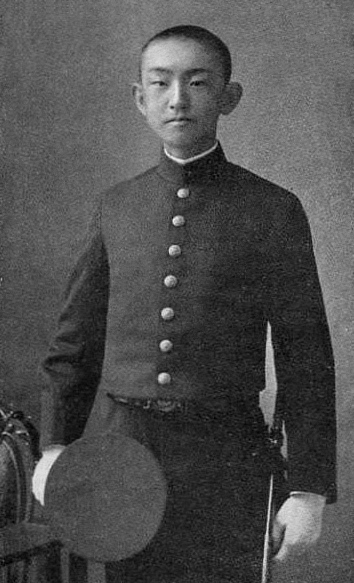
Príncipe (marquês) Kuni Asaakira (filho mais velho) na juventude
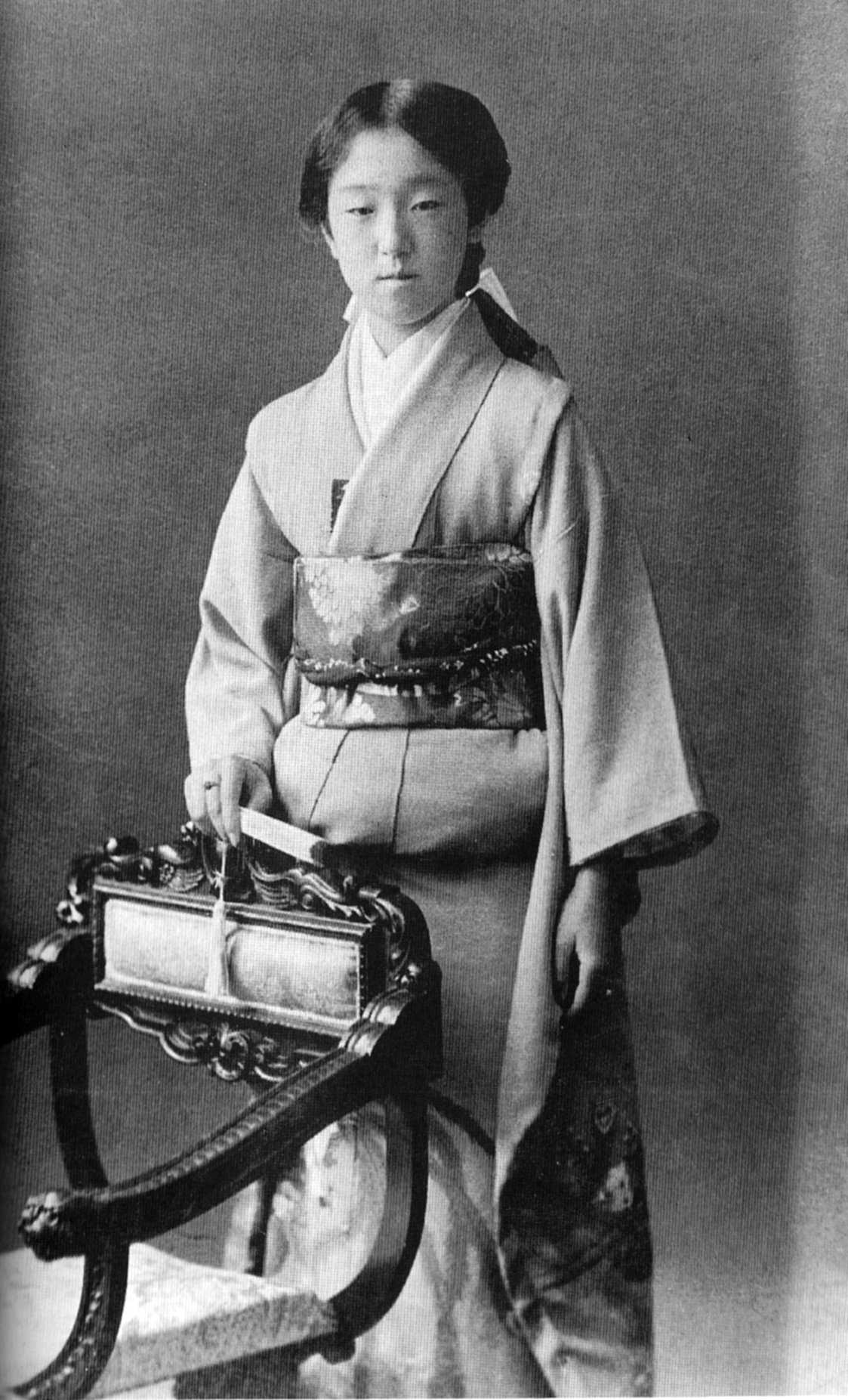
Princesa Nagako (filha mais velha), futura Imperatriz Kōjun
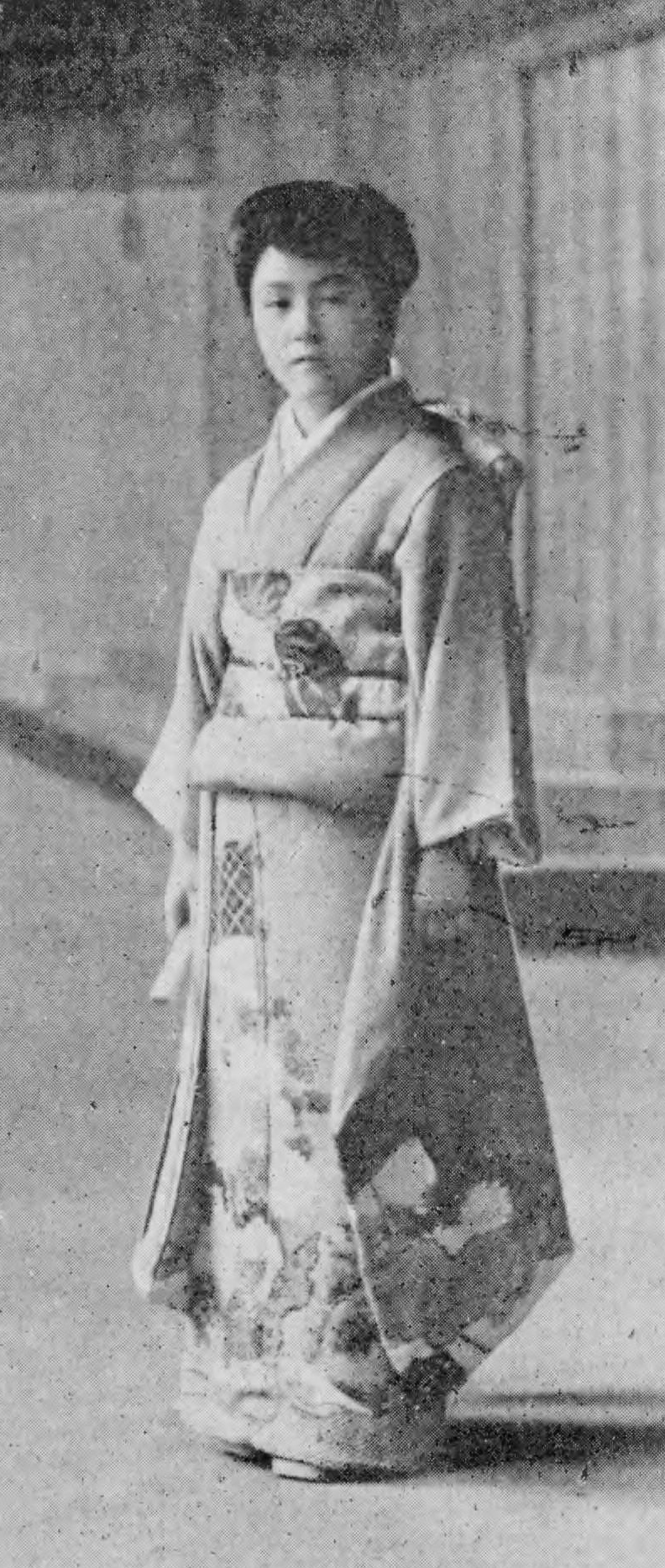
Princesa Nobuko (segunda filha)
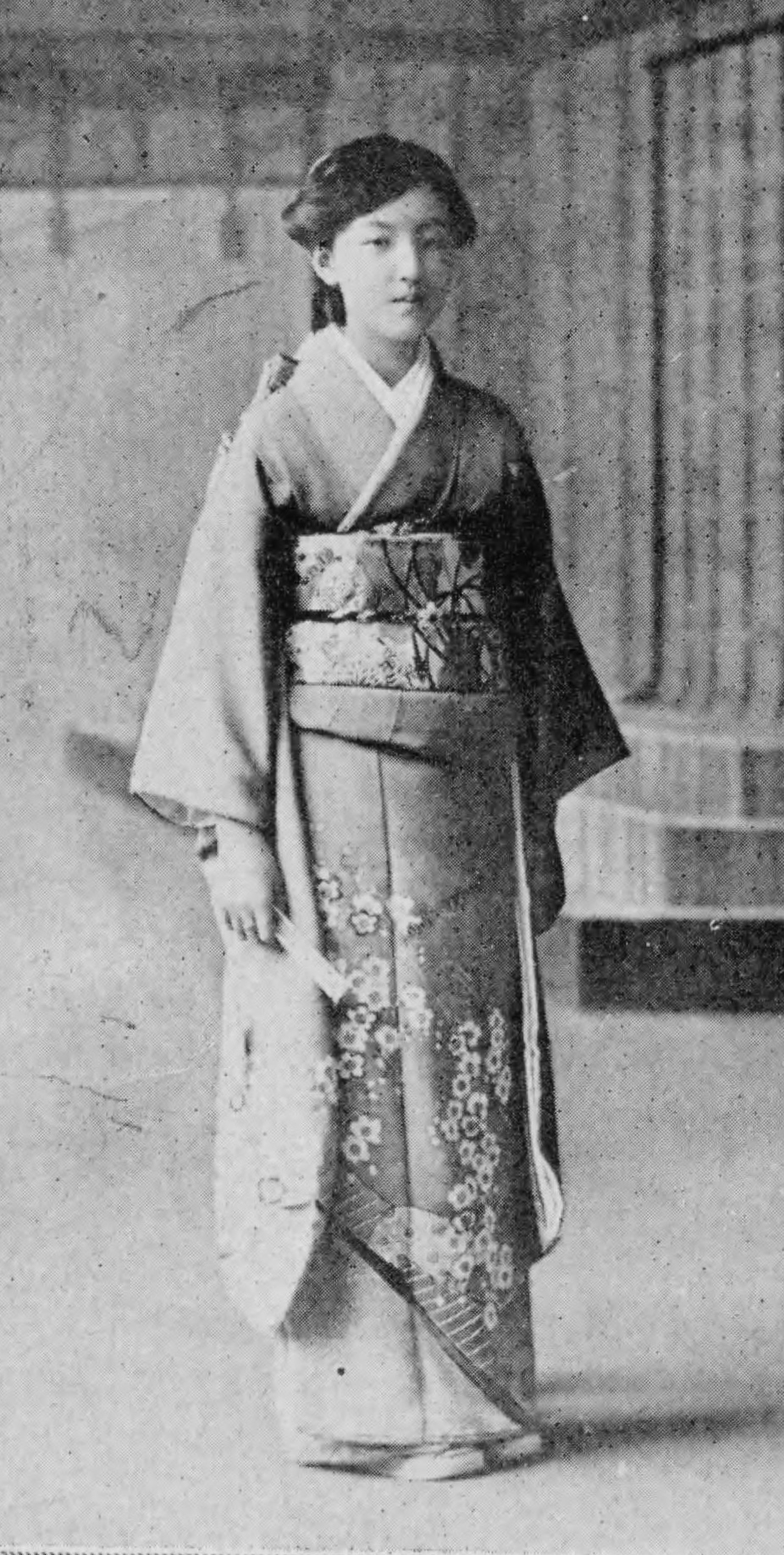
Princesa Satoko (filha mais jovem)
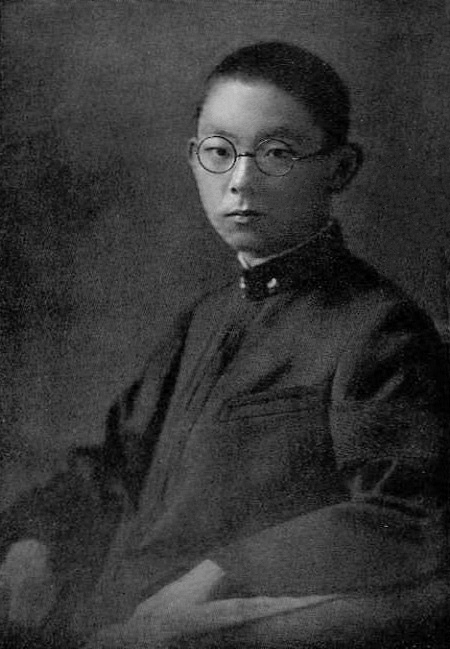
Príncipe (conde) Kuni Kunihide (filho mais jovem)
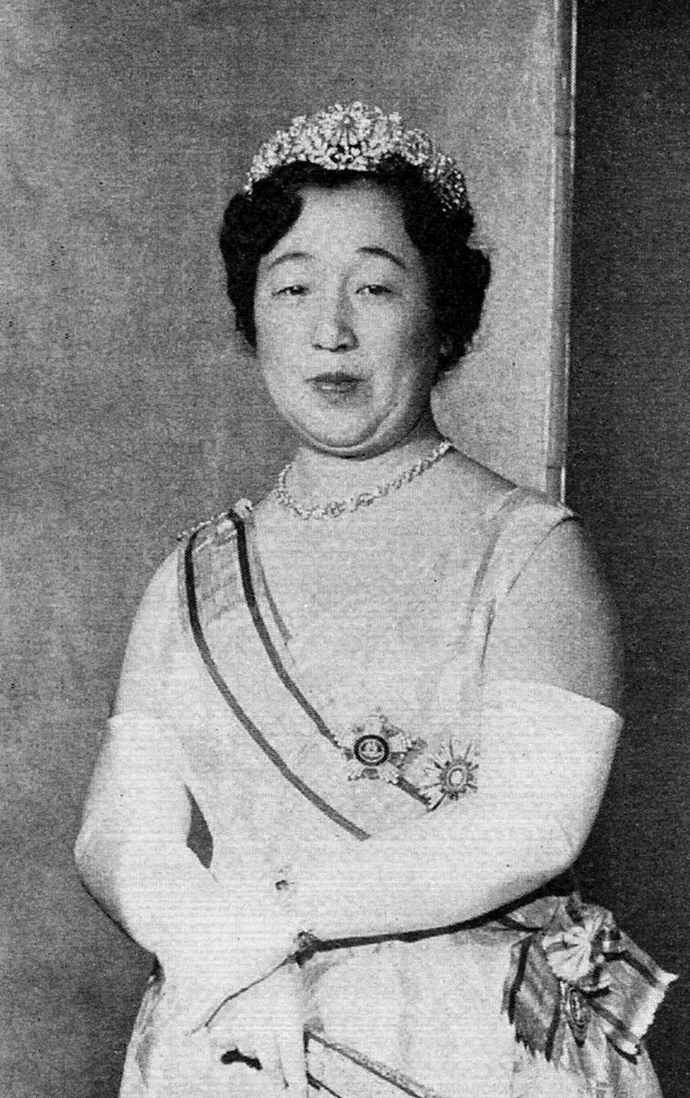
Imperatriz Kōjun, 1956
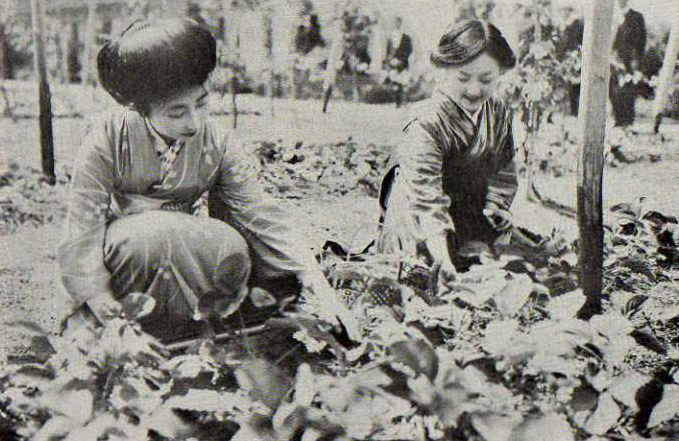
Princesas Kaya Sakiko (sobrinha) e Kuni Satoko